# 1897 год в авиации
Список событий в авиации в 1897 году.

## Персоны

### Родились
- Виктор Осипович Писаренко — лётчик-испытатель, участник перелётов, конструктор.
- 24 июля — Амелия Эрхарт, известная американская писательница и пионер авиации. Первая женщина-пилот, перелетевшая Атлантический океан.
- 20 августа — Красовский, Степан Акимович, советский военачальник, маршал авиации, Герой Советского Союза.